# ديف ماسون
ديف ماسون (بالإنجليزية: Dave Mason)‏ هو لاعب كرة قدم أمريكية أمريكي، ولد في 2 نوفمبر 1949.